# Georg Anton Krohg (publicist)
Georg Anton Krogh, född den 13 mars 1817 i Trondhjem, död den 13 april 1873 i Kristiania, var en norsk publicist, son till Christian Krohg, far till Christian Krohg.
Krohg, som var en ivrig förkämpe för den skandinaviska enhetstanken, innehade underordnade befattningar i ett regeringsdepartement. 1848 begav han sig till Slesvig för att kämpa för Danmarks sak och var en tid anställd vid general Schleppegrells stab. 
Som publicist utvecklade Krohg en särdeles omfattande verksamhet. Så utgav han 1855-1859 den norska avdelningen av Nordisk universitets-tidskrift, redigerade Den constitutionelle 1846-1847 samt var medarbetare i Den norske rigstidende, Aftenbladet och flera norska landsortstidningar liksom även i svenska tidningen Aftonbladet samt i de danska Fædrelandet och Nordisk literatur-tidende.